# Otto I van Ravensberg
Otto I van Ravensberg († circa 1170) was van 1144 tot aan zijn dood graaf van Ravensberg.

## Levensloop
Otto I was de zoon van graaf Herman I van Ravensberg en diens echtgenote Judith, dochter van graaf Otto II van Zutphen. In 1144 volgde hij zijn vader op als graaf van Ravensberg. 
Hij maakte deel uit van de hofhouding van Rooms-Duits koning Koenraad III, keizer Frederik I Barbarossa, Hendrik de Leeuw, de aartsbisschop van Keulen en de bisschoppen van Münster, Osnabrück en Paderborn. In 1166 stichtte hij samen met zijn zoon Herman II het klooster van Flaesheim.
Otto I stierf rond 1170. Hij werd als graaf van Ravensberg opgevolgd door zijn zoon Herman II.

## Huwelijk en nakomelingen
Otto I was gehuwd met ene Oda, wier afkomst onbekend gebleven is. Uit hun huwelijk is een zoon bekend:
- Herman II († 1221), graaf van Ravensberg